# Terror (1896)
El Terror fue un destructor de la Clase Furor de la Armada Española, que luchó en San Juan de Puerto Rico durante la Guerra Hispano-Estadounidense en 1898 y participó en el desembarco de Larache (guerra del Rif), en junio de 1911. Fue dado de baja en 1922.

## Diseño
El Plutón fue construido en el Reino Unido. Fue puesto en grada el 9 de febrero de 1896 en los astilleros Clydebank Engineering & Shipbuilding Co., siendo botado el 28 de agosto de 1896 y completado el 20 de noviembre de 1896. Tenía tres chimeneas. Figuraba como un destructor de buques torpederos, diseñado para proteger buques mayores contra los ataques de los torpederos, pero también para atacar a buques mayores con sus propios torpedos.

## Historia operacional
Como las tensiones entre España y los Estados Unidos subían en 1898, el Plutón formó parte de la primera escuadra de la Armada española mandada por el Vicealmirante Pascual Cervera y Topete. Se ordenó a la escuadra concentrarse en San Vicente. El Plutón, junto con el crucero protegido  Infanta María Teresa, el crucero acorazado Cristóbal Colón y los destructores Furor y Terror partieron de Cádiz el 8 de abril de 1898 y llegaron a San Vicente el 14 de abril de 1898. Los buques experimentaron problemas mecánicos y consumieron más carbón del esperado durante el trayecto. La escuadra se vio reforzada con la llegada de dos cruceros protegidos, el  Almirante Oquendo y el  Vizcaya.
La Guerra Hispano-Norteamericana comenzó mientras el Plutón estaba en San Vicente. Debido a la neutralidad de Portugal, de acuerdo con el Derecho internacional se ordenó que debían abandonar San Vicente en 24 horas después la declaración de guerra. El Plutón y el resto de la escuadra de Cervera partió el 29 de abril, con rumbo a San Juan de Puerto Rico. A causa de los continuos problemas mecánicos y al bajo nivel de carbón, el Plutón y sus compañeros intentaron repostar en Martinica el 10 de mayo.
Mientras el Plutón y los cruceros permanecían en aguas internacionales, el Furor y el Terror entraron en Fort-de-France para solicitar un suministro de carbón. Francia, que se había declarado neutral, se negó a suministrar el carbón a la escuadra española.
Poco antes, el crucero auxiliar norteamericano USS Harvard había abandonado el puerto, y las autoridades francesas les anunciaron oficialmente que, de acuerdo con las leyes internacionales, los destructores no podrían abandonar el puerto hasta 48 horas después que el Harvard, es decir, hasta el 13 de mayo. El Terror se encontró entonces inmovilizado con problemas en su motor, por lo que el comandante de la flotilla de destructores, el Capitán de Navío Fernando Villaamil, llevó el Furor fuera del puerto el 12 de mayo de 1898 bajo la excusa de probar sus motores, llegando a aguas internacionales 24 horas antes de lo indicado. La escuadra zarpó, dejando atrás al Terror. Cuando el Terror tuvo listas sus máquinas, partió en dirección a San Juan de Puerto Rico, a donde llegó el 17 de mayo.

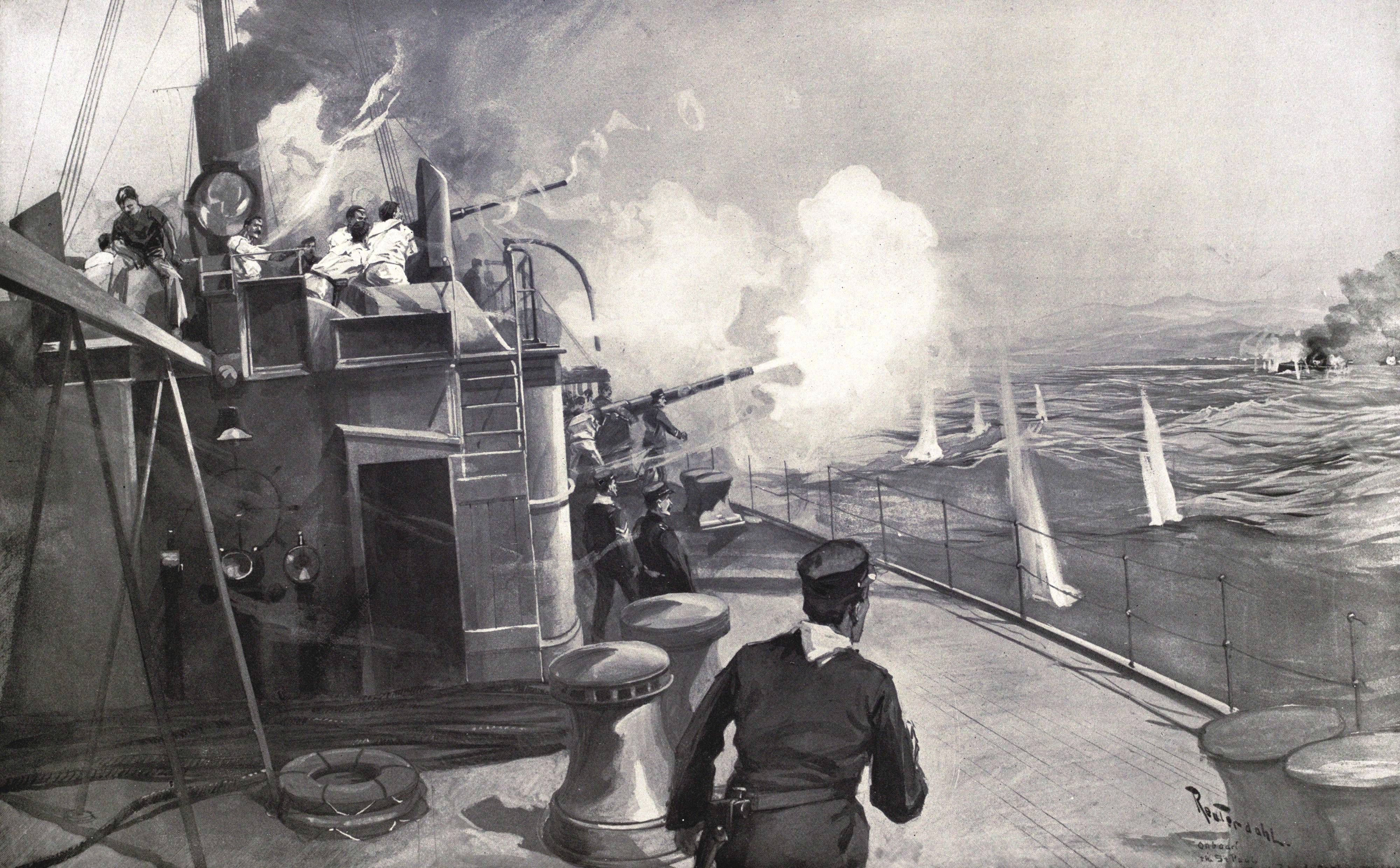
Ataque del Terror -a la derecha de la imagen- al St. Paul desde el buque estadounidense, 22 de junio de 1898.

Poco después de su llegada, la U.S. Navy estableció un bloqueo permanente de San Juan. El 22 de junio, el crucero Isabel II, el cañonero General Concha y el Terror salieron del puerto para probar el bloqueo. Los cruceros auxiliares USS St. Paul y USS Yosemite se movieron dando lugar a un corto duelo de artillería. El Isabel II y el General Concha no podían alcanzar más de 10 nudos, suficientes para cubrir su retirada. El Terror que sólo contaba con su armamento torpedero, al haber traspasado sus cañones al Terror cuando sufrió sus averías, comenzó una carrera para torpedear al St. Paul, que abrió fuego a 4900 m e impactó repetidamente al Terror, matando a dos tripulantes y causando un gran orificio en uno de sus laterales. Con graves daños, el Terror tuvo que retirarse.
El Terror permaneció el resto de la guerra en reparaciones en San Juan, las cuales se completaron un mes antes del final del conflicto el 14 de septiembre. 
Tras la guerra se firmó el Tratado de París, que en su artículo V señalaba: "[...] Serán propiedad de España banderas y estandartes, buques de guerra no apresados, armas portátiles, cañones de todos calibres...". Por este artículo regresó a España.
El 5 de septiembre, tuvo que ser remolcado desde Gijón hasta Ferrol por el crucero acorazado Princesa de Asturias, al tener inutilizadas todas sus calderas y estar incapacitado por ello para navegar por sus propios medios.
En 1911 participó en el Desembarco de Larache (guerra del Rif).
Alrededor de 1920, el Terror fue equipado para el minado. Fue dado de baja el 20 de octubre de 1922 y desguazado en 1924.

### Buques de la clase
- Furor
- Plutón
- Audaz
- Osado
- Proserpina

### Listas relacionadas
- Anexo:Destructores de España